# Арэса
Арэса или Арыса — река в России, течёт по территории Ижемского района Республики Коми. Устье реки находится в 47 км по левому берегу реки Седмес. Длина реки составляет 14 км.

## Данные водного реестра
По данным государственного водного реестра России относится к Двинско-Печорскому бассейновому округу, водохозяйственный участок реки — Печора от впадения реки Уса до водомерного поста Усть-Цильма, речной подбассейн реки — бассейны притоков Печоры ниже впадения Усы. Речной бассейн реки — Печора.
Код водного объекта в государственном водном реестре — 03050300112103000077933.